# Nordlicht (Schiff, 1973)

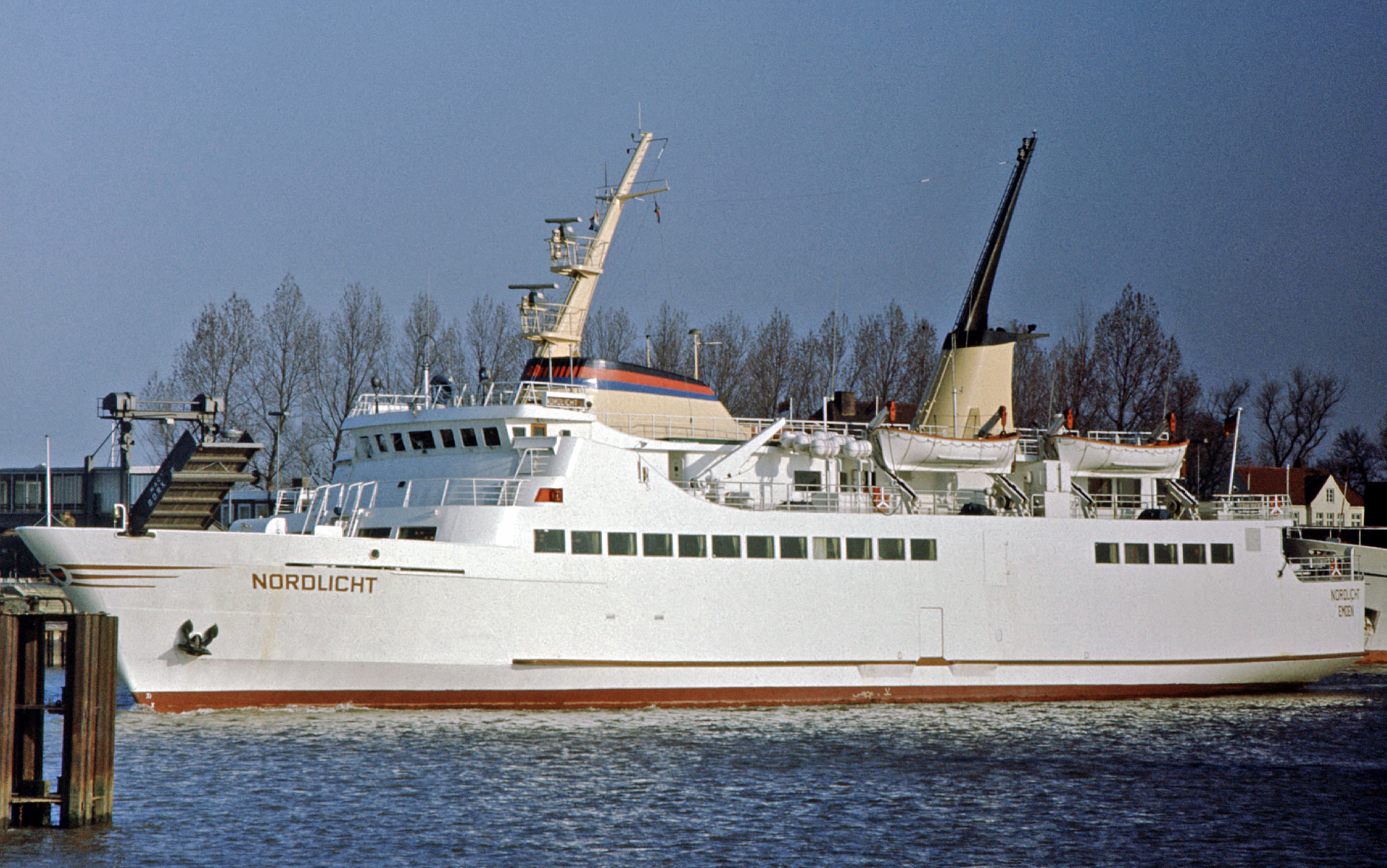
MS Nordlicht 1977 im Emder Außenhafen

Die Nordlicht war ein RoPax-Fährschiff des Sietas Typs 79, das zunächst in der Ostsee, dann in der Nordsee und zuletzt in der Südsee fuhr.

## Bau und technische Daten
Das Schiff lief am 8. März 1973 mit der Baunummer 663 bei der J. J. Sietas Schiffswerft in Hamburg-Neuenfelde vom Stapel. Die Ablieferung an die von Peter Deilmann 1972 in Lübeck gegründete, seit 1973 in Neustadt in Holstein ansässige Peter Deilmann Reederei GmbH & Co. KG erfolgte am 6. Mai 1973. Das Schiff erhielt die LR-Nr. (seit 1987 IMO-Nr.) 7315612.
Es war 68,90 m lang (L.ü.a., 60,00 m zwischen den Loten) und 12,00 m breit (auf Spant). Der Tiefgang betrug 3,00 m, die Höhe zum Oberdeck 7,10 m und 4,30 m zum Fahrzeugdeck. Es konnten bis zu 50 PKW befördert werden. Das Schiff war mit 999 BRT und 450 NRT vermessen und hatte eine Tragfähigkeit von 511 Tonnen. Die Maschinenanlage bestand aus zwei Burmeister & Wain Alpha 12-Zylinder-Viertakt-Dieselmotoren  des Typs 12 V 23 HU. Sie leisteten 2.208 kW bei 800/min und ermöglichten über zwei Verstellpropeller eine Geschwindigkeit von 16,5 Knoten bei 375/min. Das Schiff war mit einem Bugstrahlpropeller mit 184 kW Leistung ausgestattet. Es hatte weder Kräne noch Ladebäume oder Ladeluken. Zur Be- und Entladung von PKWs hatte es eine Heckpforte mit einer 2,55 m breiten und 5,94 m langen Rampe sowie eine Seitenpforte an Steuerbord von 3,00 m Höhe und 2,55 m Breite. Die Besatzung zählte 32 Mann. Die Passagierkapazität betrug 600 Personen.

## Geschichte

### Ostsee und Nordsee
Mit der Nordlicht eröffnete Deilmann im Mai 1973 den Fährverkehr von Neustadt nach Rønne auf der dänischen Ostseeinsel Bornholm. Dieses Unternehmen war weniger erfolgreich als die Butter- und Kreuzfahrten, die Deilmann mit anderen Schiffen durchzuführen begann, und wurde Ende September 1975 eingestellt. Die Nordlicht wurde 1976 an die AG „Ems“ Schiffahrts KG in Emden verkauft. Diese setzte das Schiff bis 1985 im Fährdienst zwischen Emden und Borkum ein. 1984 fuhr das Schiff eine Saison im Bareboatcharter für die Harle-Reederei B. Warrings in Harlesiel/Carolinensiel.

### Südsee
1985 wurde die Nordlicht an die Compagnie Maritime des Iles Sous Le Vent in Papeete auf Tahiti in Französisch-Polynesien verkauft, die das Schiff durch ihre eigens zu diesem Zweck gegründete Tochterfirma „Raromatai-Ferry“ im Liniendienst von Papeete zu den Inseln unter dem Wind (frz.: Iles Sous Le Vent) in den Gesellschaftsinseln zu betreiben beabsichtigte. Dazu ließ sie das Schiff ab 22. Januar 1985 bei der Schiffswerft und Maschinenfabrik Cassens GmbH in Emden umbauen: die Heckpforte mit ihrer Rampe wurde entfernt, in das bisherige Fahrzeugdeck wurden 52 Fahrgastkammern eingebaut, die Aufbauten wurden vergrößert und das Oberdeck erhielt ein festes Sonnenschutzdach. Das Schiff konnte nun 650 Passagiere befördern. Nach dem Umbau war das Schiff, nunmehr Raromatai-Ferry genannt, mit 999 BRT und 426 NRT vermessen, und die Tragfähigkeit war leicht reduziert, auf 496 t. Die Ablieferung an die neuen Besitzer erfolgte am 18. März 1985, und die Raromatai-Ferry bediente nun regelmäßig die Route Papeete-Huahine-Raiatea-Taha’a-Bora Bora, d. h. die vier größeren „Îles sous le Vent“ (Inseln unter dem Wind) der Gesellschaftsinseln in Französisch-Polynesien. Ein Eigentümerwechsel 1991 an die Compagnie Maritime Raromatai Nui in Pirae (Tahiti) änderte daran zunächst nichts.

### Ende
Finanzielle Schwierigkeiten führten 1997 dazu, dass das Schiff in Papeete aufgelegt wurde. Dort lag es jahrelang, ohne dass sich ein neuer Nutzer fand. Im Jahre 2000 beantragte die Hafenverwaltung von Papeete die Versenkung des inzwischen sehr verwahrlosten Schiffs vor der Küste, ohne dass es jedoch dazu kam. Am 2. April 2001 wurde die Zulassung des Schiffs wegen nicht durchgeführter Inspektionen suspendiert. Schließlich wurde es dann doch am 15. April 2003 auf das offene Meer geschleppt und bei der Insel Moorea, nordwestlich von Papeete, von der Société Palacz durch Sprengung versenkt.